# Usine de Bruniquel
L'usine de Bruniquel est une ancienne usine sucrière de l'île de La Réunion, département et région d'outre-mer français dans le sud-ouest de l'océan Indien.
Elle fait l'objet d'une protection au titre des monuments historiques.

## Situation
L'usine sucrière de Bruniquel est située sur les hauteurs de la côte nord-ouest de l'île de La Réunion, à environ un kilomètre du rivage de l'océan Indien, sur la commune de Saint-Paul, au lieu-dit L'Ermitage.

## Histoire
L'usine est construite en 1865, par Joseph Lelièvre, avant d'être vendue à M. Bruniquel puis à la famille Villèle.
La fabrication du sucre cesse en 1917 et l'exploitation se tourne vers la fabrication de rhum puis de tapioca et enfin de cordes de choka.
Par arrêté du 27 juin 2002, ses cheminées, dites cheminées de L'Ermitage, et leur terrain d'assiette font l'objet d'une inscription au titre des monuments historiques.
Il n'en reste plus désormais qu'une cheminée de basalte et quelques murs.
Le 11 mai 2021, un nouvel arrêté qui se substitue au précédent élargit le périmètre de l'inscription à l'ensemble de l'usine, couvrant aussi une portion du canal d'irrigation qui l'alimente, le canal Bruniquel, ainsi que des voies pavées qui y conduisent.